# Дакшајд
Дакшајд (њем. Dackscheid) општина је у њемачкој савезној држави Рајна-Палатинат. Једно је од 235 општинских средишта округа Ајфелкрајс Битбург-Прим. Према процјени из 2010. у општини је живјело 149 становника. Посједује регионалну шифру (AGS) 7232211.

## Географски и демографски подаци
Дакшајд се налази у савезној држави Рајна-Палатинат у округу Ајфелкрајс Битбург-Прим. Општина се налази на надморској висини од 503 метра. Површина општине износи 5,1 km². У самом мјесту је, према процјени из 2010. године, живјело 149 становника. Просјечна густина становништва износи 29 становника/km².